# بيتر روب
بيتر روب (بالإنجليزية: Peter Robb)‏ هو كاتب أسترالي، ولد في 1946 في ملبورن في أستراليا.